# Phoracantha
Phoracantha is een kevergeslacht uit de familie van de boktorren (Cerambycidae). De wetenschappelijke naam van het geslacht werd voor het eerst geldig gepubliceerd in 1840 door Newman.

## Soorten
Phoracantha omvat de volgende soorten:
- Phoracantha gracilis Perroud, 1855
- Phoracantha acanthocera (MacLeay, 1826)
- Phoracantha alternata Carter, 1929
- Phoracantha ancoralis Wang, 1995
- Phoracantha complicata Wang, 1995
- Phoracantha concolor Carter, 1929
- Phoracantha cruciata Wang, 1995
- Phoracantha elegans Blackburn, 1894
- Phoracantha flavopicta Pascoe, 1865
- Phoracantha frenchi (Blackburn, 1892)
- Phoracantha freyi (Fuchs, 1962)
- Phoracantha grallaria Pascoe, 1864
- Phoracantha immaculata (Carter, 1929)
- Phoracantha impavida Newman, 1850
- Phoracantha laetabilis Blackburn, 1894
- Phoracantha lata (Hope, 1841)
- Phoracantha longipennis (Hope, 1841)
- Phoracantha manifesta Wang, 1995
- Phoracantha mastersii (Pascoe, 1875)
- Phoracantha mitchelli (Hope, 1841)
- Phoracantha montana (Gressitt, 1959)
- Phoracantha multiformis Wang, 1995
- Phoracantha niamata Wang, 1995
- Phoracantha northamensis (McKeown, 1948)
- Phoracantha obscura (Donovan, 1805)
- Phoracantha odewahnii Pascoe, 1864
- Phoracantha perbella Wang, 1995
- Phoracantha placenta (Carter, 1929)
- Phoracantha porosa Carter, 1929
- Phoracantha princeps (Blackburn, 1889)
- Phoracantha punctata (Donovan, 1805)
- Phoracantha punctipennis (Blackburn, 1889)
- Phoracantha recurva Newman, 1840
- Phoracantha rugithoracica Wang, 1995
- Phoracantha savesi Fauvel, 1906
- Phoracantha semipunctata (Fabricius, 1775)
- Phoracantha solida (Blackburn, 1894)
- Phoracantha superans Pascoe, 1862
- Phoracantha synonyma Newman, 1840
- Phoracantha tricuspis Newman, 1840
- Phoracantha tuberalis Wang, 1995
- Phoracantha tunicata (MacLeay, 1826)